# Efutop jezik
Efutop jezik (agbaragba, ofutop; ISO 639-3: ofu), nigersko-kongoanski jezik kojim govori 10 000 ljudi (1973 SIL) u nigerijskoj državi Cross River. S još sedam drugih jezika pripada južnobantoidnoj podskupini ekoid.
Pripadnici etničke grupe zovu se Efutop, Ofutop ili Agbaragba, i poglavito su farmeri.

## Vanjske poveznice
- Ethnologue (14th)
- Ethnologue (15th)